# Nefcerské veže
Nefcerské věže jsou tři výrazné věže v asi 2 km dlouhém hřebenu Hrubé, severozápadním rameni Hrubého vrchu vybíhajícím mezi Nefcerkou a Hlinskou dolinou ve Vysokých Tatrách.  
- Predná nefcerská veža ( polsky Skrajna Niewcyrska Turnia je od Hrubého vrchu čtvrtá věž v Hrubém, mezi Prostrednou nefcerskou štrbinou (Prostrednou nefcerskou veží) a Prednou nefcerskou štrbinou ( Zadnou valovou veží ).
- Prostredná nefcerská veža (asi (2360 m n. m.), ( polsky Pośrednia Niewcyrska Turnia je od Hrubého vrchu třetí výraznější věží v Hrubém, mezi Zadnou nefcerskou štrbinou (Zadnou nefcerskou veží) a Prostrednou nefcerskou štrbinou (Prednou nefcerskou veží). [1]
- Zadná nefcerská veža (asi (2358 m n. m.), ( polsky Zadnia Niewcyrska Turnia je od Hrubého vrchu druhá výraznější věž v Hrubém, mezi Vyšným terianskym sedlom ( Zadnou Terianskou veží ) a Zadnou nefcerskou štrbinou (Prostrednou nefcerskou veží).  [2]

## Název
Je odvozen od doliny Nefcerka. 

## Prvovýstupy
Na Zadnú a Prostrednú nefcerskú věž vystoupili dne 28. července 1908 Paweł Bester, Walery GoeteI a Mieczysław Świerż. 

## Turistika
Věže nejsou turistům dostupné.